# Squillace
Squillace è un comune italiano di 3 591 abitanti della provincia di Catanzaro, in Calabria. È l'antica Skylletion (Σκυλλήτιον), città della Magna Grecia su cui sorse la colonia romana di Scolacium, patria di Cassiodoro che vi fondò il Vivarium. Sede di una delle più antiche diocesi del Sud Italia, fu un importante centro greco-bizantino durante l'Alto Medioevo, l'ultimo in Calabria ad essere conquistato dai Normanni. Alla cittadina deve il suo nome il golfo di Squillace, così noto fin dall'epoca magnogreca.

## Storia
(Cassiodoro)

### Le origini
Le sue origini si perdono nel lungo trascorrere del tempo, mentre la leggenda conferisce a Ulisse la fondazione della città. Il re di Itaca, mentre stava tornando da Troia, approda, dopo una tempesta, in una zona pianeggiante tra il fiume Corace e il fiume Alessi, qui avrà origine Squillace. Altre fonti storiche vedono in Menesteo il fondatore della città. Il primo nome che si conosce del comune è Skyllation, località che divenne un importante centro di comunicazione e un porto militare e commerciale di grande importanza. Il suo porto viene perfettamente descritto da Virgilio nell'Eneide:
(Virgilio, Eneide , III, 551-553)
La città non riuscì mai a essere autonoma, prima dipendente da Kroton, poi conquistata da Dionigi di Siracusa, fu sottoposta a Locri. Alla fine della seconda guerra punica, fu conquistata da Roma, e, nel sito dell'antica città greca, venne successivamente organizzata come colonia romana. Tra il 123 e il 122 a.C. la città greca di Skillation diventava la romana Scolacium, il cui nome completo era : Colonia Minervia Nervia Augusta Scolacium. Scolacium non venne costruita sopra la struttura greca ma accanto: la nuova città si presentava con la forma classica delle città romane con un cardo e un decumano con il foro, le terme, l'anfiteatro, il teatro gli acquedotti e i vari templi. Così la città perse il suo ruolo di porto militare e commerciale, ma divenne snodo fondamentale per la comunicazione viaria: un unico passo, di semplice accesso, tra la costa ionica e la costa tirrenica. Il passaggio di Spartaco, che con 60 000 ribelli saccheggiò il Bruttio, mettendo a ferro e fuoco Scolacium, la costrinse a un successivo recupero durato circa un secolo. Con l'avvento del Cristianesimo a Scolacium nel 71 d.C., grazie all'intercessione del vescovo di Reggio Calabria, venne aperta una diocesi. La Scolacium cristiana, con il passare degli anni si consolidò così tanto, da diventare guida delle diocesi calabresi.

### Nascita e caduta del Principato di Squillace

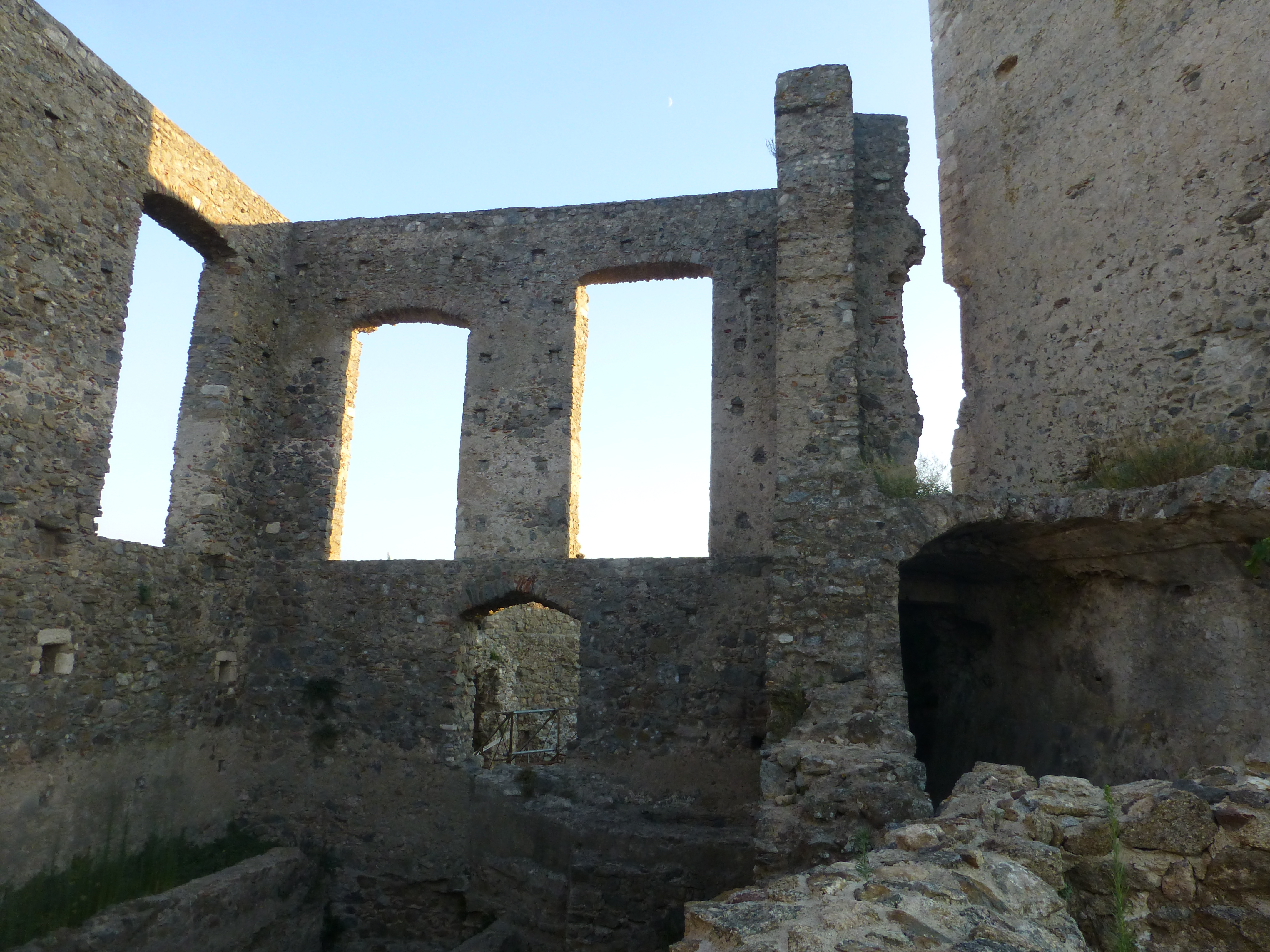
Interno del castello di Squillace

Grazie alla sua posizione strategica Squillace continuava a essere nel mirino dei Saraceni. Subiva ripetute incursioni, e anzi, per un certo periodo fu dominata dagli Arabi, che ne fecero una temibile base militare. 
Dopo un breve dominio cadde sotto l'egemonia normanna. La sua funzione strategica militare, già riconosciuta dai Greci, venne confermata anche dai Normanni, che, nel 1044 vi costruirono un forte - castello, trasformandola in contea munita di insediamento.

### L'assedio
Nel 1059 il re normanno, Ruggero cinse d'assedio Squillace, che era tenuta a presidio dei soldati bizantini, dopo la caduta di Reggio, e contemporaneamente chiamò l'esercito di Blasio d'Alagona: il tentativo di assalto fallì, confermando ai Terrazzani di possedere una città ben difesa. Così, resisi conto di essere superiori in numero rispetto alle truppe del presidio, uscirono e s'allontanaro temerariamente per dare caccia ai nemici. Ruggiero di Lauria, che invano si impegnava a combattere per la terra dal mare, fece sbarcare i soldati e occupò quel luogo, tra i cittadini usciti del presidio della Città, e Blasio, che avendo ricevuto i rinforzi del Ruggero rinnovò la battaglia, trovandosi i Terrazzani chiusi in una morsa: fu una carneficina. Non vi fu casa in Squillace ove non fosse un morto in quella giornata: dei soldati del presidio si salvarono pochissimi. La città restò tanto spaventata al loro ritorno che Pietro Ruffo, Signore per antica nobiltà di sangue illustre, pensando di vivere in pace non aveva previsto la possibilità di un lungo assedio. Pur i Terrazzani che l'amavano, lo confortarono promettendo di voler morire tutti sotto la bandiera sua, ma il buon Signore volle assicurarsi, per cui mandò emissari a Riggio per patteggiare con Re Federico, e così si promise che se fra quaranta giorni, l'esercito di Re Carlo non veniva a soccorrere, si sarebbe arreso.

### Le Casate, la Contea, il Principato e il Marchesato

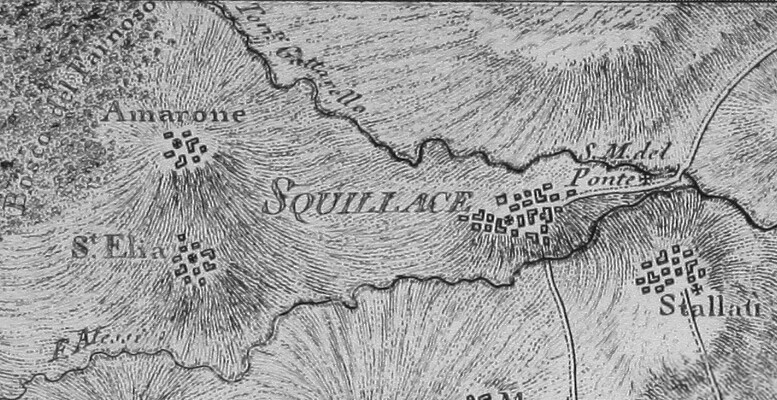
Squillace e dintorni dopo il terremoto del 1783 nell'Atlante Geografico del Regno di Napoli

Squillace passa prima a Roberto d'Angiò e poi ai conti Monforte, poi, per circa 150 anni, fu dominata dalla Signoria dei Marzano. Da Contea nel 1485 la città divenne Principato, di cui Federico I di Napoli d'Aragona ne fu re. Squillace, poi, grazie al matrimonio tra la figlia di re Alfonso II Sancia d'Aragona e Goffredo Borgia, passa sotto la casata dei Borgia. La cittadina sperava che con l'avvento dei Borgia potesse tornare a splendere di luce propria; non fu così, e, nel 1630 un terremoto colpisce Squillace e le città vicine, nel 1648 un'incursione saracena ne accelera la crisi demografica e la decadenza. Dopo gli avvenimenti della prima metà del Seicento, i Borgia abbandonarono Squillace alla desolazione, infatti, nel piano di ricostruzione, il castello, che dominava la zona, venne ristrutturato male, preferendovi la costruzione di un carcere. I Borgia che governeranno sino al 1730, impegnati a Roma, lasciarono Squillace alla famiglia De Gregorio che la tennero sino al 1802. Il principato venne ridotto a Marchesato, e, con l'avvento di pestilenze e di nuovi terremoti, il degrado fu inevitabile; è però documentata, in questo periodo, la presenza di cave di molibdeno. Nel 1783, sotto l'impeto di un nuovo grande terremoto, Squillace vide crollare suo castello e le sue mura: crollava così miseramente l'intera struttura feudale di un vecchio mondo in via di estinzione.

### Le idee risorgimentali a Squillace. I fratelli Pepe e Damiano Assanti

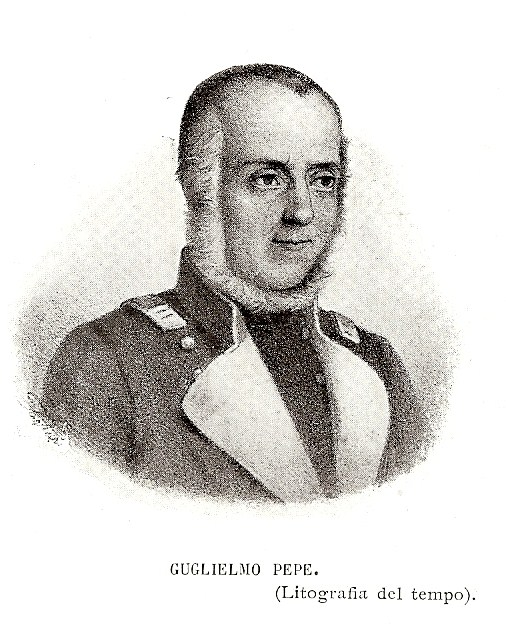
Guglielmo Pepe

Con l'avvento di Napoleone, la città divenne il centro direttivo per i paesi vicini: Stalettì, Borgia, Girifalco, Amaroni e Sant'Elia. Caduto l'impero francese, il Sud d'Italia tornò, grazie al Congresso di Vienna, sotto la giurisdizione borbonica. Squillace perse ogni diritto sui paesi vicini, restando legato solo il paesino di Amaroni. I moti del 1820 - 1821, che sconvolsero l'Europa, trovarono in varie città della Calabria ionica molti sostenitori, tra cui Squillace, dove le idee risorgimentali trovano la loro massima espressioni in tre illustri personaggi che contribuiranno all'unità d'Italia: il gen. Guglielmo Pepe, il gen. Florestano Pepe e Damiano Assanti.

### Simboli
Al centro dello scudo è raffigurata, la testa di profilo con elmo alato del dio Mercurio, sormontato dal toponimo greco della città Σκυλλήτιον
(Skilletion), e accompagnato sotto da una quadrireme sul mare e da tre colli moventi dalla punta.
Il gonfalone è un drappo di azzurro.

## Monumenti e luoghi d'interesse

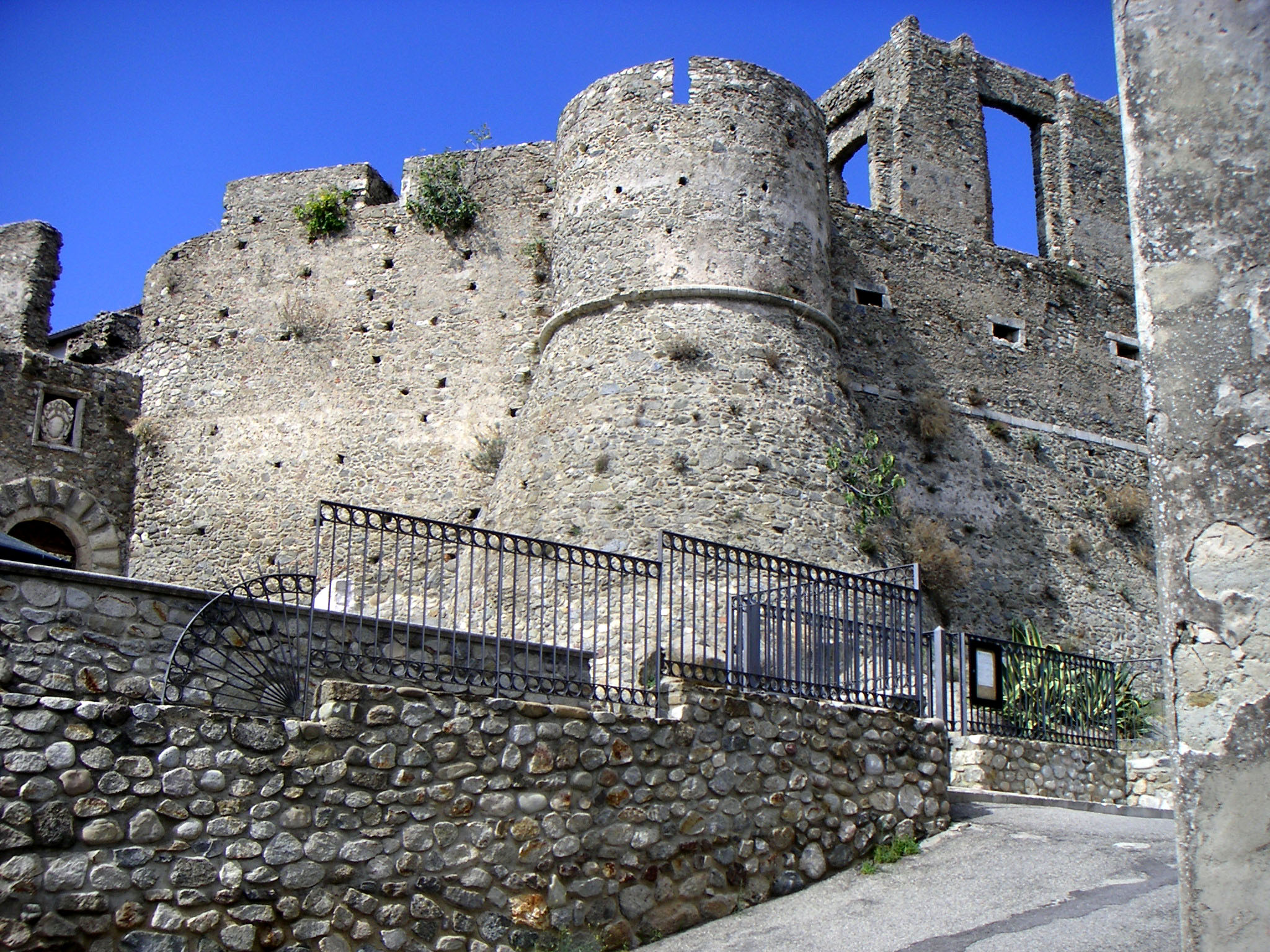
Il Castello

### Squillace Storica

Via di Squillace

Squillace Storica è divisa in quartieri più piccoli, tra i quali spiccano il centro storico, e la Squillace Nuova, quartiere di recente costruzione che si espande da Viale Fuori le Porte fino alla Contrada Micciulla. Oltre ai quartieri ve ne sono altri più piccoli di aspetto rurale. Nel centro storico sono inoltre presenti molteplici monumenti e chiese, tra cui il Duomo, il Castello Normanno, il palazzo del Municipio e il Centro del Folklore. Un ampio lavoro di restauro ha reso al castello quell'imponenza persa da tempo, rendendo Piazza Castello un luogo importante per i turisti che finalmente possono godere della meravigliosa veduta.

### Squillace Lido
Negli ultimi trent'anni si è sviluppato lungo le spiagge della città antica un centro balneare in rapida espansione. Conosciuto prima con il nome di Squillace Scalo, per via dello "scalo" della stazione di Squillace, ora viene comunemente riconosciuto come Squillace Lido, o Marina di Squillace.
Nel corso del decennio 1940-1950, molti abitanti di Squillace costruirono in prossimità della spiaggia capanne in legno e paglia, note nel dialetto locale come "pagghjari". Un primo piccolo nucleo di abitanti risiedeva, intorno alla nascente ferrovia, già dal 1860. Lo scrittore George Gissing nel suo libro Sulla riva dello Jonio, resoconto di un suo viaggio in Calabria effettuato nel 1897, descriveva l'accoglienza avuta nella Marina di Squillace.
Intorno agli anni '70 fu realizzato un gradevole lungomare e abbozzato un piano edilizio. La costruzione della prima chiesa di San Nicola Vescovo (demolita nel 2023 per lasciare spazio alla costruzione della nuova chiesa) ha sancito anche la volontà di creare un nucleo stabile e residente.
Oggi i cittadini di Squillace sono equamente divisi tra chi vive nel centro storico e chi invece nelle frazioni.

### Palazzi e chiese
- Castello Normanno

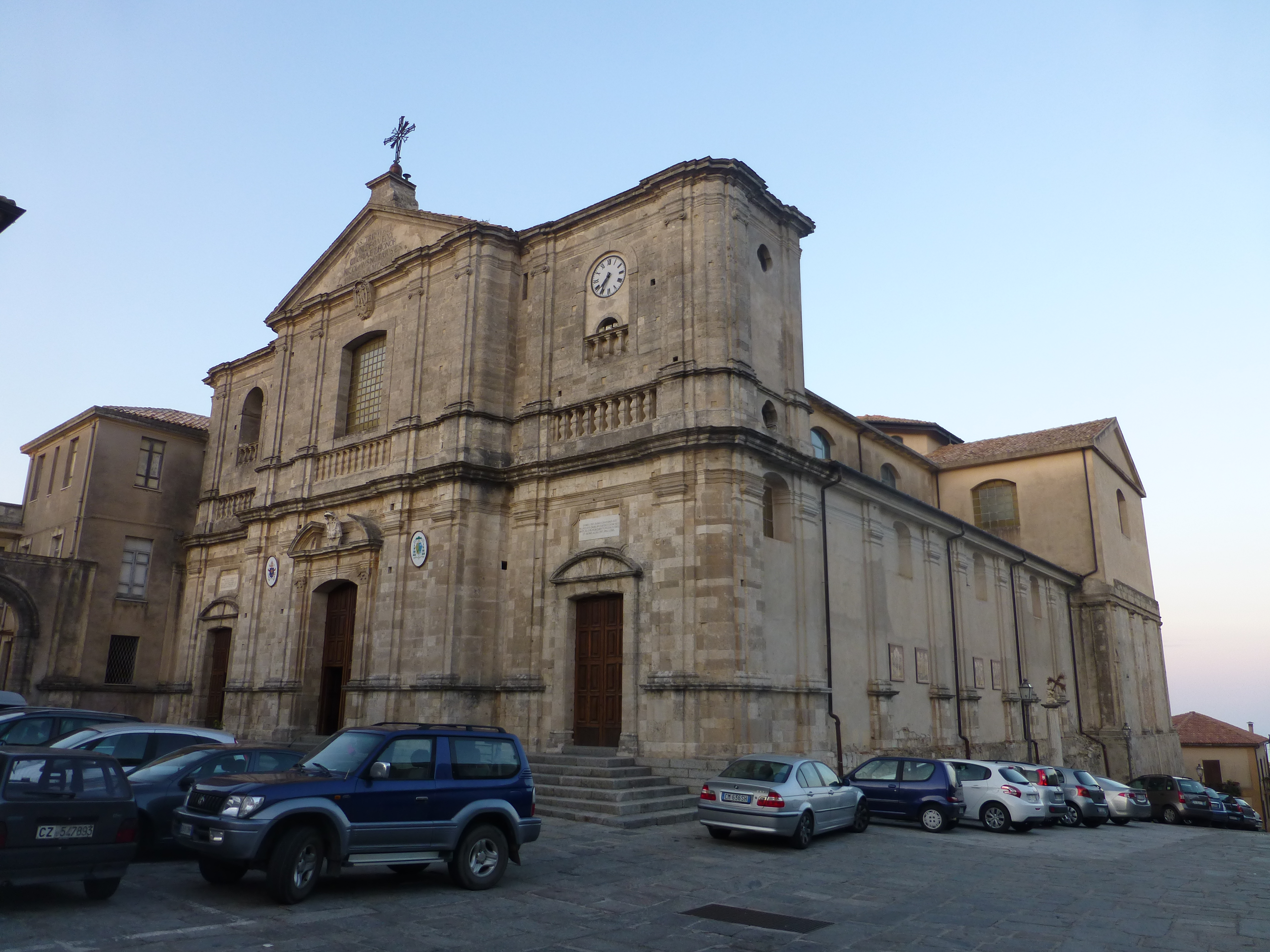
Concattedrale di Santa Maria Assunta

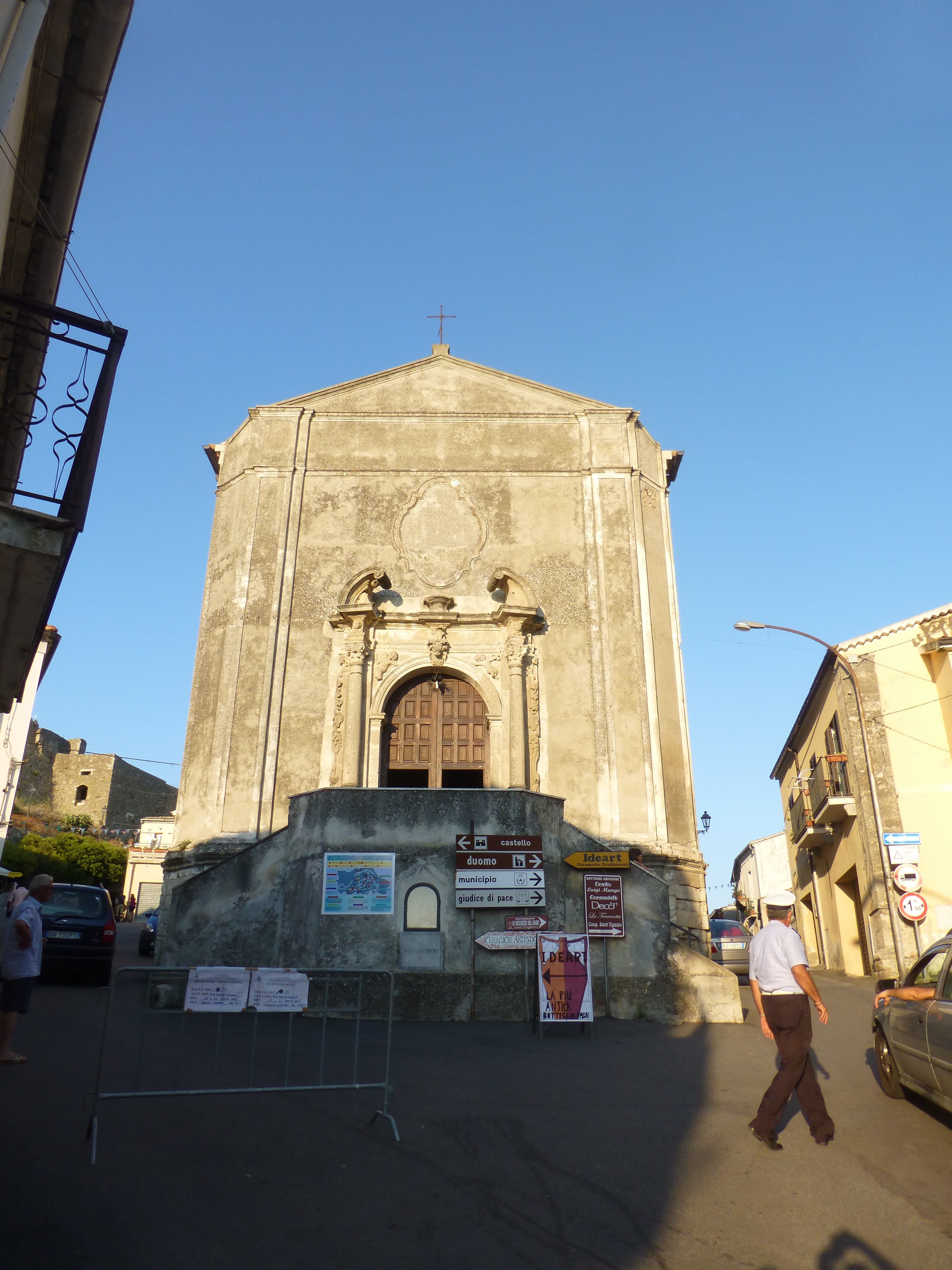
Chiesa di San Pietro Apostolo

Chiesa di San Nicola delle Donne o dell'Immacolata

- Basilica concattedrale di Santa Maria Assunta
- Palazzo Vescovile
- Ponte del Diavolo
- Chiesa di San Pietro Apostolo
- Chiesa di San Nicola delle Donne o dell'Immacolata (sconsacrata)
- Chiesa di San Matteo o di Ogni Santi
- Chiesa di San Giorgio
- Santuario Madonna del Ponte
- Chiesetta della Madonna della Catena (sconsacrata)
- Chiesetta Gotica di Santa Maria della Pietà (sconsacrata)
- Monastero di Santa Chiara (distrutto dal terremoto)
- Palazzo Pepe (oggi sede del Municipio)
- secondo Palazzo Pepe (con affresco sul portico, con stemma della famiglia Pepe)
- Palazzo Palmisani
- Palazzo Baldaya
- Palazzo Maida-Chillà
- Finestra Bifora di origine gotica lungo via Antico Senato
- Portali lungo corso Guglielmo Pepe
- Chiesa San Nicola Vescovo in Squillace Lido
- 7 conventi (3 maschili e 4 femminili) andati tutti distrutti

### Piazze e vie principali

Piazza Castello

- Piazza Castello
- Piazza Risorgimento
- Piazza Duomo
- Corso Guglielmo Pepe
- Via Damiano Assanti
- Viale Cassiodoro
- Via Fuori le Porte
- Via Florestano Pepe
- Via Antico Senato
- Via Roma
- Via Santa Chiara
- Via SS. Apostoli
- Via dei Normanni
- Via dei Feaci
- Via dei Fenici
- Piazza San Nicola
- Lungomare Ulisse
- Lungomare Odisseo
- Via Laerte

## Società

### Evoluzione demografica
Abitanti censiti

## Economia
Squillace vanta un riconoscimento speciale da parte del Ministero dello Sviluppo Economico che consente ai ceramisti squillacesi di applicare il marchio DOC sulle proprie ceramiche, caratteristica che la rende unica in Calabria.

### Artigianato
Tra le attività più tradizionali e rinomate vi sono quelle artigianali, che si distinguono per la lavorazione delle terrecotte, caratterizzate da tecniche bizantine ed elementi religiosi o colti dalla fauna.

## Geografia antropica
La popolazione della città di Squillace è concentrata soprattutto nella parte storica (Squillace storica o alta), nel quartiere Lido (scalo o stazione) e nella località Fiasco Baldaia. Inoltre ci sono diverse località e contrade (alcune con abitanti sparsi e case sparse) sia nella parte alta sia in altre zone: Piscopio, Colazzocca, Madonna del Ponte, Impise, Gebiola (Porto Rhoca), Poveromo, Mandrelle, Tri Cerzi (Tre querce), Porte, Perroncino, Fontana nuova, Fontana vecchia, Cappuccini, Ghetterello, Santa Chiara, San Domenico, Porta Giudaica, Rione Castello.

## Infrastrutture e trasporti
Squillace è servita dalla Strada statale 106 Jonica.

## Amministrazione
| Periodo | Periodo  | Primo cittadino     | Partito                                 | Carica  | Note |
| ------- | -------- | ------------------- | --------------------------------------- | ------- | ---- |
| 1947    | 1951     | Giuseppe Rhodio     |                                         | sindaco |      |
| 1951    | 1955     | Giuseppe Rhodio     |                                         | sindaco |      |
| 1955    | 1959     | Guido Mantella      |                                         | sindaco |      |
| 1959    | 1963     | Guido Mantella      |                                         | sindaco |      |
| 1963    | 1967     | Francesco Taverniti |                                         | sindaco |      |
| 1967    | 1971     | Guido Mantella      |                                         | sindaco |      |
| 1971    | 1975     | Francesco Taverniti |                                         | sindaco |      |
| 1975    | 1979     | Guido Rhodio        |                                         | sindaco |      |
| 1979    | 1983     | Giuseppe Mercurio   |                                         | sindaco |      |
| 1983    | 1987     | Guido Mantella      |                                         | sindaco |      |
| 1987    | 1991     | Giuseppe Mercurio   |                                         | sindaco |      |
| 1991    | 1994     | Guido Mantella      |                                         | sindaco |      |
| 1994    | 1995     | Domenico Nuciforo   |                                         | sindaco |      |
| 1995    | 1999     | Pasquale Muccari    | lista civica                            | sindaco |      |
| 1999    | 2004     | Guido Mantella      | lista civica                            | sindaco |      |
| 2004    | 2009     | Guido Rhodio        | lista civica                            | sindaco |      |
| 2009    | 2014     | Guido Rhodio        | lista civica "Arcobaleno per Squillace" | sindaco |      |
| 2014    | 2019     | Pasquale Muccari    | lista civica "Muccari"                  | sindaco |      |
| 2019    | 2024     | Pasquale Muccari    | lista civica "Civita Squillace"         | sindaco |      |
| 2024    | in corso | Vincenzo Zofrea     | lista civica "SiAmo Squillace"          | sindaco |      |

### Gemellaggi
- Itaca, dal 2007